# Тромсдален Фотбал
Тромсдален Фотбал (на норвежки: Tromsdalen Fotball) е норвежки футболен клуб, базиран в град Тромсьо. Състезава се във второто ниво на норвежкия футбол Адеколиген. Играе мачовете си на стадион Тромсдален.